# Saint-Genou
Saint-Genou – miejscowość i gmina we Francji, w Regionie Centralnym, w departamencie Indre.
Według danych na rok 1990 gminę zamieszkiwało 1065 osób, a gęstość zaludnienia wynosiła 44 osoby/km² (wśród 1842 gmin Regionu Centralnego Saint-Genou plasuje się na 366. miejscu pod względem liczby ludności, natomiast pod względem powierzchni na miejscu 518.).